# Эванс, Софи
Софи Эванс (англ. Sophie Evans, настоящее имя Жофия Сабо; род. 20 февраля 1976 года, Сегед, Венгрия) — венгерская порноактриса.

## Карьера
Начала сниматься в порнофильмах с 21 года. На Барселонском международном эротическом кинофестивале (англ. Barcelona International Erotic Film Festival) получила награду за лучшую женскую роль в 2001 году, а также приз зрительских симпатий за лучшую женскую роль в 2003 году. Состояла в браке с порноактёром Тони Рибасом, с которым развелась в 2005 году. За весь съёмочный период (с 1997 по 2009 год) актриса снялась в 255 фильмах для взрослых.

## Награды и номинации
| Год  | Церемония  | Результат | Номинация                                       |
| ---- | ---------- | --------- | ----------------------------------------------- |
| 2001 | FICEB      | Победа    | Лучшая актриса                                  |
| 2003 | AVN Awards | Номинация | Зарубежная исполнительница года                 |
| 2003 | FICEB      | Победа    | Приз зрительских симпатий — лучшая женская роль |
| 2004 | AVN Awards | Номинация | Зарубежная исполнительница года                 |
| 2007 | FICEB      | Победа    | Ninfa a toda una carrera, 2006                  |